# 尾張岐閉
尾張 岐閉（おわり の きへ）は、古代の地方豪族・尾張氏の首長。姓は連。尾張弟彦の子とする系図がある。